# Легна Вердесія
Легна Вердесія Родрігес (ісп. Legna Verdecia Rodríguez; нар. 29 жовтня 1972, Гранма, Куба) — кубинська дзюдоїстка, олімпійська чемпіонка 2000 року, чемпіонка світу.

## Біографія
Легна Вердасія народилася 29 жовтня 1972 року в провінції Гранма. З дитинства активно почала займатися дзюдо. 
У 16 років дебютувала на чемпіонаті Куби. На чемпіонаті світу дебютувала у 1989 році, де виступила доволі вдало, поступившись у бронзовому фіналі. Сезон 1991 року провела дуже вдало: спершу вона виграла Панамериканський чемпіонат, а згодом стала бронзовою призеркою чемпіонату світу. У новому сезоні виступала у новій для себе ваговій категорії (до 52 кг). Зуміла увійти до складу збірної Куби на Олімпійські ігри 1992 року. Там поступилася у першій сутичці аргентиській дзюдоїстці Маролін Маріано, та посіла 20-те місце.
Наступний олімпійський цикл спортсменка розпочала з перемоги на чемпіонаті світу в 1993 році. В подальшому Вардасія знову стала чемпіонкою Панамериканських ігор (1995 рік), а також бронзовою призеркою чемпіонату світу 1995 року. На наступних Олімпійських іграх виступила у якості одного із лідерів вагової категорії. Після двох стартових перемог над Алексою фон Швіхов (Німеччина) та Норіко Нарадзакі (Японія), вона поступилася у півфіналі південнокорейській дзюдоїстці Хйон Сук Хі. У сутичці за бронзову медаль Вардасія перемогла чинну олімпійську чемпіонку Альмудену Муньйос з Іспанії.
Залишалася у збірній протягом наступних чотирьох років. Її головним досягненням за цей період стала срібна медаль чемпіонату світу 1999 року. Поїхала на свої треті Олімпійські ігри, де вважалася однією з фавориток змагань. Цей статус вона підтвердила, одержавши чотири перемоги: спортсменка здолала Мірен Леон, Кароліною Маріані, Ке Сун Хі та Норіко Нарадзакі у фіналі, ставши олімпійською чемпіонкою. Останнім досягненням спортсменки стала бронзова медаль чемпіонату світу 2001 року, після чого вона завершила спортивну кар'єру.

## Виступи на Олімпіадах
| Олімпіада      | Дисципліна | Місце |
| -------------- | ---------- | ----- |
| Барселона 1992 | до 52 кг   | 20    |
| Атланта 1996   | до 52 кг   | 3     |
| Сідней 2000    | до 52 кг   | 1     |